# Haifa bint Mohammed Al Saud

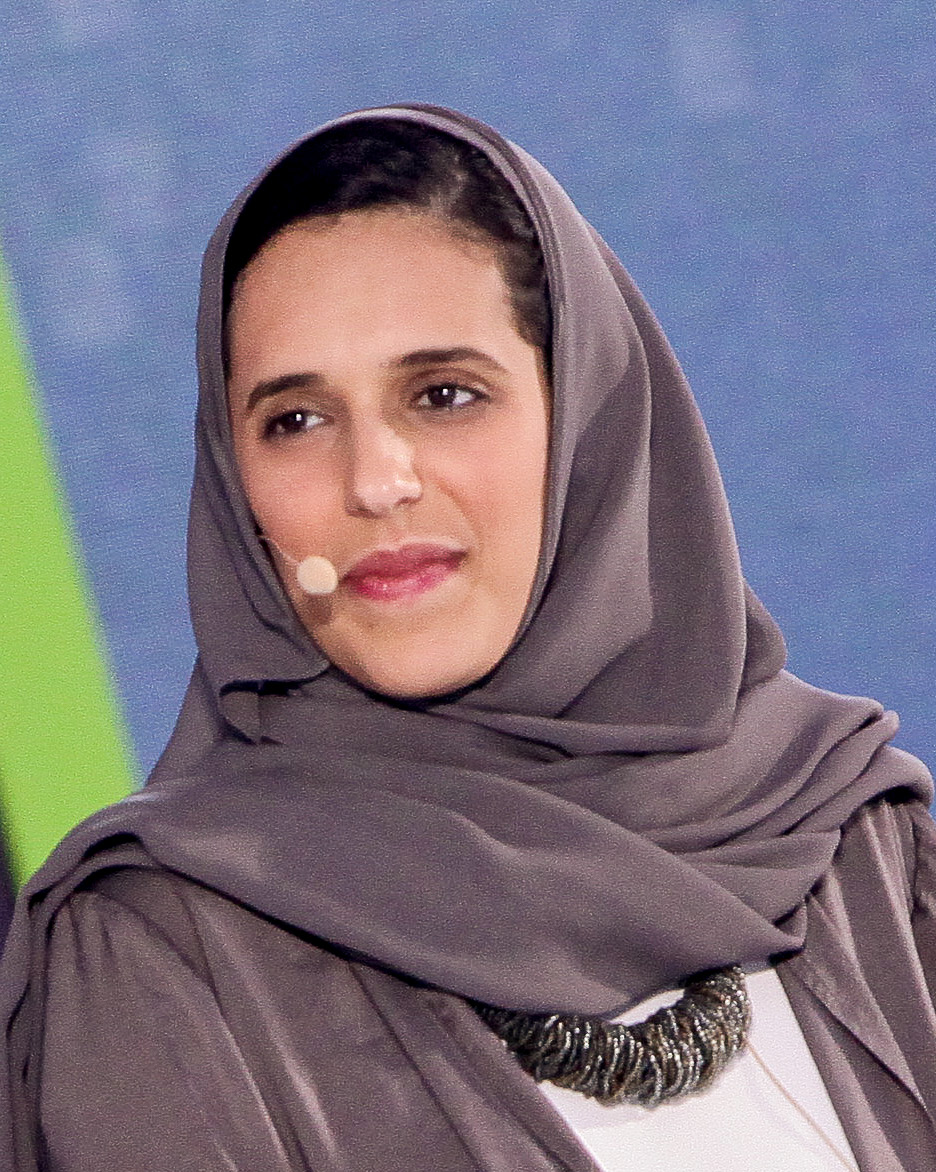
Haifa im Oktober 2019

Prinzessin Haifa bint Mohammed bin Saud bin Khalid bin Mohammed bin Abdul Rahman Al Saud (arabisch هيفاء بنت محمد بن سعود آل سعود, DMG Haifāʾ bt. Muḥammad b. Saʿūd Āl Saʿūd) ist eine saudi-arabische Politikerin und Mitglied der Saudi-Dynastie. Sie ist seit Juli 2022 stellvertretende Ministerin für Tourismus des Königreichs Saudi-Arabien.

## Leben
Haifa wurde als Tochter von Mohammed bin Saud geboren und ist väterlicherseits eine Ururenkelin von Mohammed bin Abdul Rahman, einem Halbbruder des Staatsgründers König Abdulaziz. Ihre Großmutter väterlicherseits, Nura, ist eine Tochter König Faisals.
Sie hält einen Bachelor in BWL von der University of New Haven in Connecticut, USA. Von der London Business School hält sie einen Master in BWL. Zuerst arbeitete Haifa als Analystin für HSBC Holdings und ab 2012 als Beraterin im Bildungsministerium. Danach hatte sie Positionen in verschiedenen saudischen Behörden inne. Am 3. Juli 2022 wurde Haifa zur stellvertretenden Ministerin für Tourismus ernannt.
Sie ist außerdem stellvertretende Vorsitzende der Saudi Fencing Federation und Vorsitzende des Frauenausschusses der Arab Fencing Federation.